# Musca polisma
Musca polisma är en tvåvingeart som först beskrevs av Walker 1849.  Musca polisma ingår i släktet Musca och familjen spyflugor. Inga underarter finns listade i Catalogue of Life.